# Saint-Féliu-d'Avall
Saint-Féliu-d'Avall (catalansk: Sant Feliu d'Avail) er en by og kommune i departementet Pyrénées-Orientales i Sydfrankrig.

## Geografi
Saint-Féliu-d'Avall ligger 14 km vest for Perpignan. Nærmeste byer er mod vest Saint-Féliu-d'Amont (2 km), mod nordøst Pézilla-la-Rivière (4 km), mod øst Le Soler (6 km) og mod syd Thuir (7 km).

## Demografi

### Udvikling i folketal
| 1962                                                              | 1968  | 1975  | 1982  | 1990  | 1999  | 2007  | 2013  | 2017  |
| ----------------------------------------------------------------- | ----- | ----- | ----- | ----- | ----- | ----- | ----- | ----- |
| 1.241                                                             | 1.533 | 1.461 | 1.792 | 1.956 | 2.160 | 2.396 | 2.572 | 2.797 |
| Tal fra og med 1962 er uden dobbelttælling (sans doubles comptes) |       |       |       |       |       |       |       |       |